# Lijst van nominaties voor de Grootste Belg (VRT)
Dit is een lijst van nominaties voor de verkiezing van De Grootste Belg van de Vlaamse zender VRT. 

## Top 10
De top 10 van grootste Belgen:
- Pater Damiaan
- Paul Janssen
- Eddy Merckx
- Ambiorix
- Adolf Daens
- Andreas Vesalius
- Jacques Brel
- Gerard Mercator
- Peter Paul Rubens
- Hendrik Conscience

## 11 tot 111
(gerangschikt volgens aantal stemmen)
11. Desiderius Erasmus

12. Adolphe Sax

13. Jan Decleir

14. Kim Clijsters

15. Victor Horta

16. Koning Boudewijn

17. Pieter Bruegel de Oude

18. René Magritte

19. Guido Gezelle

20. Toots Thielemans

21. Keizer Karel V

22. Louis Paul Boon

23. Jozef Cardijn

24. Hergé

25. James Ensor

26. Peter Piot

27. Jan van Eyck

28. Christoffel Plantijn

29. Willy Vandersteen

30. Hugo Claus

31. Jan Frans Willems

32. Leo Baekeland

33. Lieven Gevaert

34. Arno

35. Mark Uytterhoeven

36. Dirk Martens

37. Justine Henin-Hardenne

38. Raymond Goethals

39. Ernest Solvay

40. Paul-Henri Spaak

41. Achiel Van Acker

42. Marie Popelin

43. Paul Delvaux

44. Simon Stevin

45. Julien Lahaut

46. Christine Van Broeckhoven

47. Koningin Elisabeth

48. Marc Sleen

49. Willem Elsschot

50. Paul van Ostaijen

51. Pierre-Théodore Verhaegen

52. Raymond Ceulemans

53. Jean-Marie Pfaff

54. Georges Pire

55. Isabelle Gatti de Gamond

56. Filips de Goede

57. Adrien de Gerlache de Gomery

58. Edward Anseele

59. Pascal Vyncke

60. Christian de Duve

61. Georges Lemaître

62. Rembert Dodoens

63. John Cockerill

64. Ilya Prigogine

65. Tom Barman

66. Django Reinhardt

67. Gaston Eyskens

68. Anne Teresa De Keersmaeker

69. Camille Huysmans

70. Antoon van Dyck

71. Briek Schotte

72. Henry Van de Velde

73. Rik Coppens

74. Hadewijch

75. Ingrid Berghmans

76. Orlandus Lassus

77. Georges Simenon

78. Rik Van Looy

79. Ferdinand Verbiest

80. Dries Van Noten

81. Cyriel Buysse

82. Hans Memling

83. Jeanne Brabants

84. Tom Lanoye

85. Rik Van Steenbergen

86. Adolphe Quetelet

87. Gaston Roelants

88. Jan van Ruusbroec

89. Paul Van Himst

90. Emile Vandervelde

91. Amélie Nothomb

92. Frans Van Cauwelaert

93. Constant Vanden Stock

94. Gabrielle Petit

95. Marc Van Montagu

96. August Beernaert

97. Marcel Broodthaers

98. Maurice Maeterlinck

99. Pedro de Gante

100. Philippe Herreweghe

101. Rogier van der Weyden

102. Fernand Khnopff

103. César Franck

104. Gerard Mortier

105. Pierre Wynants

106. Henri Pirenne

107. Pierre Deligne

108. Raoul Servais

109. Emile Francqui

110. Charles Rogier

111. Hugo van der Goes